# Stolby
Stolby (rusky celým názvem Государственный природный заповедник «Столбы») je rozlehlá přírodní rezervace na severozápadních výběžcích Východních Sajan ve Středosibiřské vysočině poblíž města Krasnojarsk v Ruské federaci. Rezervaci o rozloze 472,19 (původně 471,54) km², založenou v roce 1925, tvoří tajga mezi řekami Mana a Jenisej.

## Geografie, geologie a geomorfologie
Chráněné území se nachází v sousedství městské zástavby při jižním okraji krajské metropole Krasnojarska. Přirozené hranice rezervace tvoří pravostranné přítoky Jeniseje – řeka Bazaicha (Базаиха) na severovýchodě a na jihu a jihozápadě řeky Mana (Мана) a Bolšaja Slizněva (Большая Слизнева). Na severu je území zčásti ohraničeno tokem Jeniseje a železniční trati, která mezi Krasnojarskem a Divnogorskem vede souběžně s řekou.
Z geologického hlediska jsou hlavními horninami na území rezervace hlubinné magmatické horniny žula a syenit. Významným geomorfologickým prvkem rezervace jsou syenitové svědecké vrchy (rusky останцы). Nacházejí se zde vysoké skalní věže, podle nichž vznikl název rezervace Stolby (t. j. česky sloupy).

## Předmět ochrany

### Flóra
V rezervaci převládají lesy, v nichž rostou především jedle. Na území rezervace bylo zaregistrováno 740 druhů cévnatých rostlin a 260 druhů mechů.

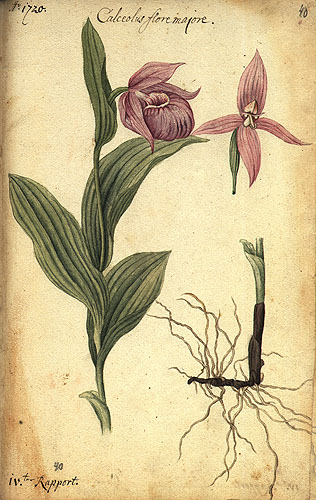
D. G. Meserschmidt: Cypripedium macranthos (střevíčník velkokvětý)

Mezi druhy, zapsané v Červené knize Ruské federace, patří například vzácné orchideje Neottianthe cucullata, prstnatec májový, vstavač vojenský a Calypso bulbosa z čeledi vstavačovitých, střevíčník pantoflíček, střevíčník velkokvětý (Cypripedium macranthos) a kavyl Ivanův.

### Fauna
V rezervaci žijí jednak zástupci tajgy (sobol asijský, kabar pižmový, burunduk páskovaný, hraboš lesní, jeřábek lesní) a také zástupci lesostepí (srnec sibiřský, sysel dlouhoocasý, tchoř stepní). Z chráněných druhů dravců se zde vyskytuje například orlovec říční, orel skalní, raroh velký a sokol stěhovavý.

### Zoologická zahradaRojev ručej
Na území rezervace se nachází krasnojarská zoologická zahrada Rojev ručej (Красноярский парк флоры и фауны „Роев ручей“), jejímž předchůdcem byl tzv. "Živý koutek" ("Живой уголок"), založený v roce 1947. Z hlediska počtu chovaných druhů živočichů je krasnojarská zahrada po moskevské ZOO druhou největší zoologickou zahradou v Rusku.

## Historie
Vědecký zájem o oblast Stolbů má třistaletou historii. V letech 1720 – 1727 v okolí Krasnojarska bádal německý lékař a botanik Daniel Gottlieb Messerschmidt, který na základě pověření cara Petra I. prováděl výzkum přírodního bohatství Ruska. V letech 1733 – 1734 Stolby navštívil dánský mořeplavec Vitus Bering během své druhé expedice do východních oblastí Sibiře a o rok později sem zavítali německý badatel, přírodovědec a etnograf Johann Georg Gmelin a ruský botanik, etnograf a geograf Sergej Petrovič Krašennikov, který akademika Gmelina doprovázel v rámci suchozemské části Beringovy druhé kamčatské expedice. V období let 1771 – 1773 strávil v Krasnojarsku více než rok německý encyklopedista, přírodovědec a cestovatel Peter Simon Pallas, který zde napsal několik monografií o sibiřské flóře a fauně.
Na začátku 30. let 19. století propukla v okolí Krasnojarska zlatá horečka. Z té doby (od slova rýt, rusky рыть) pochází pojmenování jedné z lokalit Роев ручей (ручей = potok). V téže době se na tuto oblast také začala soustřeďovat pozornost lovců kožešinové zvěře (např. sobolů, lišek a dalších zvířat).

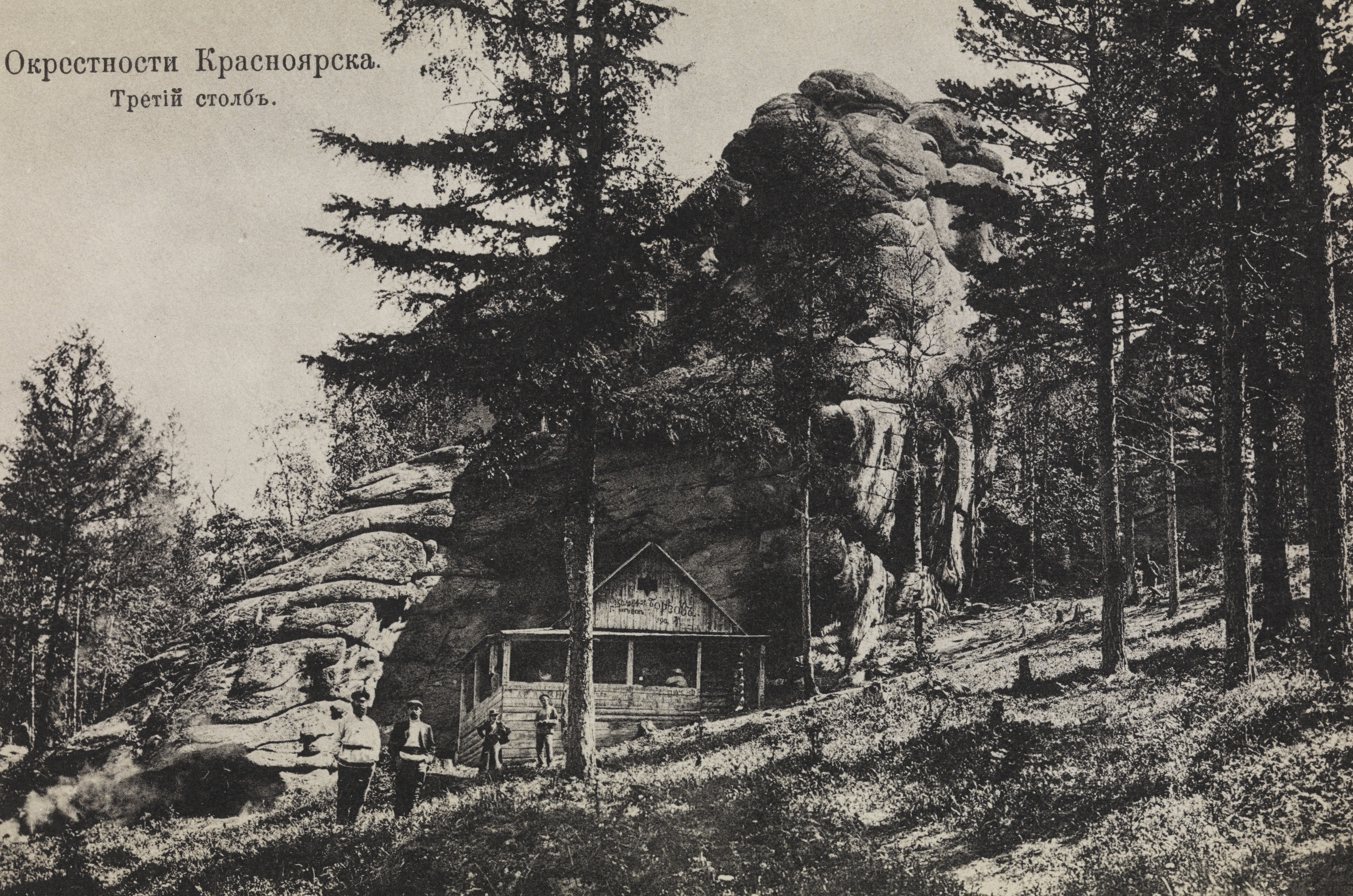
Třetí sloup - pohlednice z archívu Fridtjofa Nansena, který na podzim r. 1913 cestoval vlakem z Krasnojarska do Vladivostoku

V 70. a 80. letech 19. století profesor krasnojarského gymnázia Ivan Timofejevič Savenkov začal organizovat výpravy středoškoláků do okolí Stolbů. Zpracoval topografický popis území Stolbů, který se stal v budoucnu základní příručkou geologů, působících na Sibiři. V roce 1886 I. T. Savenkov vydal publikaci o geologické stavbě okolí Krasnojarska.
Na základě iniciativy místních obyvatel výkonný výbor Jenisejské gubernie 30. června 1925 vydal vyhlášku o zřízení přírodní rezervace Stolby.
Od počátku 21. století příslušné ruské orgány usilují o zapsání přírodní rezervace Stolby na seznam Světového dědictví UNESCO (návrh byl podán 6. 3. 2007).

## Dostupnost
Na hranice chráněného území se lze dostat veřejnou dopravou, konkrétně do zastávky Turbaza (Турбаза), kam zajíždějí autobusy krasnojarské městské hromadné dopravy. Území Stolbů je oblíbeným výletním cílem obyvatel Krasnojarska již zhruba od poloviny 19. století. Neformálně se na tomto území rozlišují dvě oblasti: "Stolby" a "Divoké Stolby" (Дикие столбы). Zatímco "Stolby" jsou turistům otevřené, "Divoké Stolby" představují nedostupnou oblast v hloubí rezervace, kam je přístup omezen. Podle formálnějšího rozdělení se jedná o tři oblasti:
1. Takmakovský rajon (Такмаковский район) – okrsek na úpatí masívu Takmaku v údolí řeky Bazaichy. Nacházejí se zde skály a skalní masívy: Китайская стенка, Ермак, Бородок, Сторожевой, Малый Беркут a masívy Такмак a Воробушки.
2. Centrální Stolby (Центральные Столбы) – oblast o rozloze zhruba 5 x 10 km, vzdálená cca 7 km od hranic rezervace. Nacházejí se zde nejznámější skalní útvary Дед, Внук, Бабка, Внучка, Перья, Львиные ворота, Столбы I až IV .
3. Divoké Stolby (Дикие Столбы) – vzdálené a těžko dostupné skály Манская стенка nebo Манская Баба a též skály v tzv. nárazníkové (ochranné) zóně (rus. Буферной зоне), kam je zakázán volný přístup – jedná se o skály Дикарь, Крепость,  Грифы, Развалы a další.

## Subkultura "stolbismu"
"Stolbismus" byl od 19. století chápán jako sociokulturní fenomén, resp. způsob života, spojený s krasnojarskými Stolby, s horolezeckými aktivitami ve zdejším terénu a neformálním společenstvím lidí, vyznávajícím tento způsob trávení volného času.  Vznik "stolbismu" spadá do poloviny 19. století, kdy kromě výletníků začali přicházet do této oblasti první lezci. Postupně si tento okruh nadšenců vypracoval vlastní pravidla, přičemž jedním z nejdůležitějších bylo, že "stolbisté" zásadně dávali přednost volnému lezení po skalách bez jištění, výstup jiným způsobem se nepočítal. Jak uvádějí historické záznamy, mezi "stolbisty", což byli lidé nejrůznějších profesí a vzdělání, převládalo volnomyšlenkářství a odpor vůči vládnoucímu režimu – což platilo jak v období carské vlády, tak i později v době stalinismu. Výrazem toho byla mj. i řada politicky motivovaných nápisů a hesel, které "stolbisté" po sobě zanechali na skalách – ne náhodou nejpopulárnějším z nich byl stále obnovovaný nápis "Svoboda". "Stolbisté" později stáli při zakládání organizovaného horolezectví v zemi a řada z nich dosáhla v tomto sportovním oboru mistrovských titulů.

## Galerie

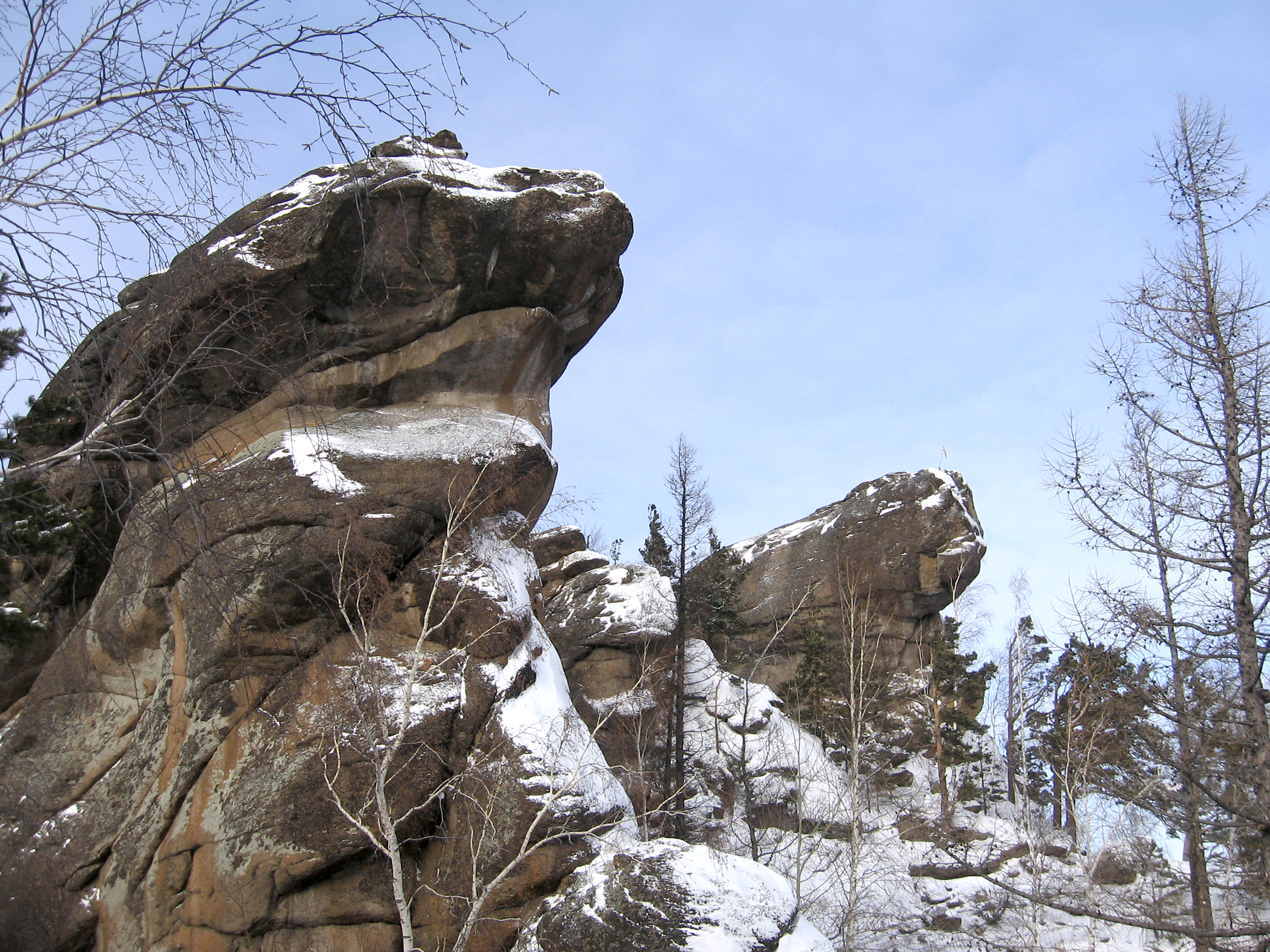
Skály Воробушки
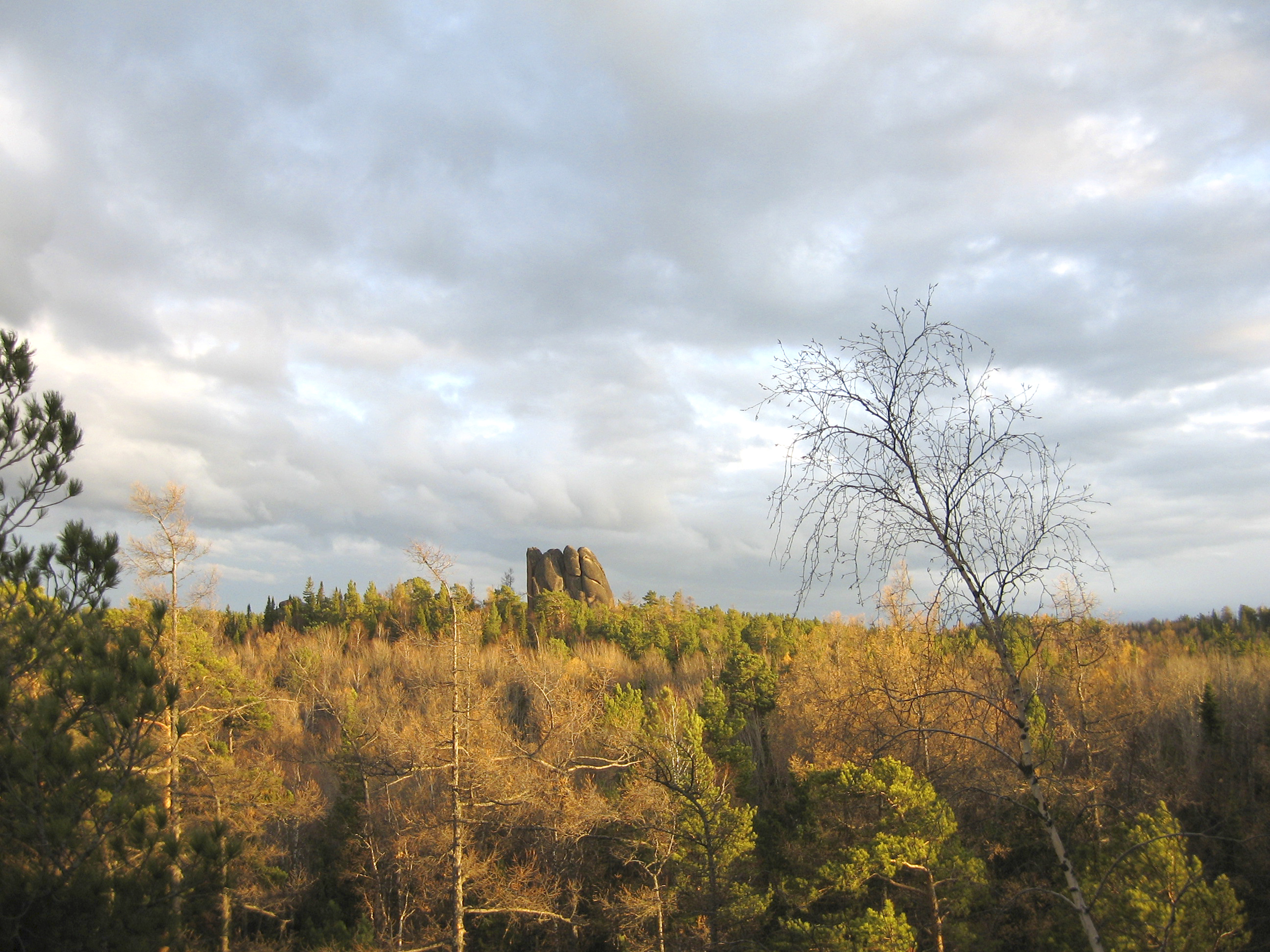
Skály Péra (Перья)
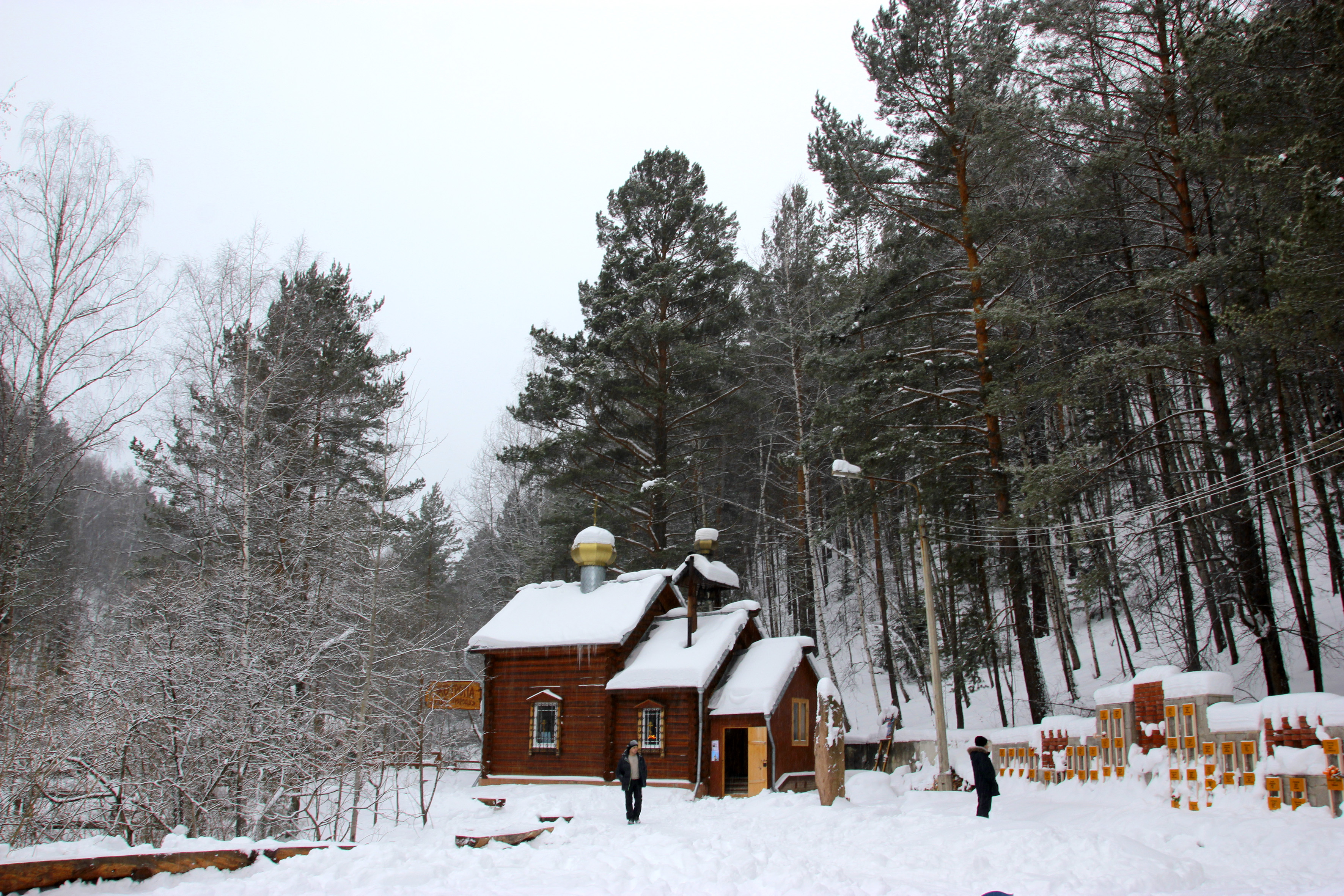
Kaple sv. Innokentije, zasvěcená obětem skal
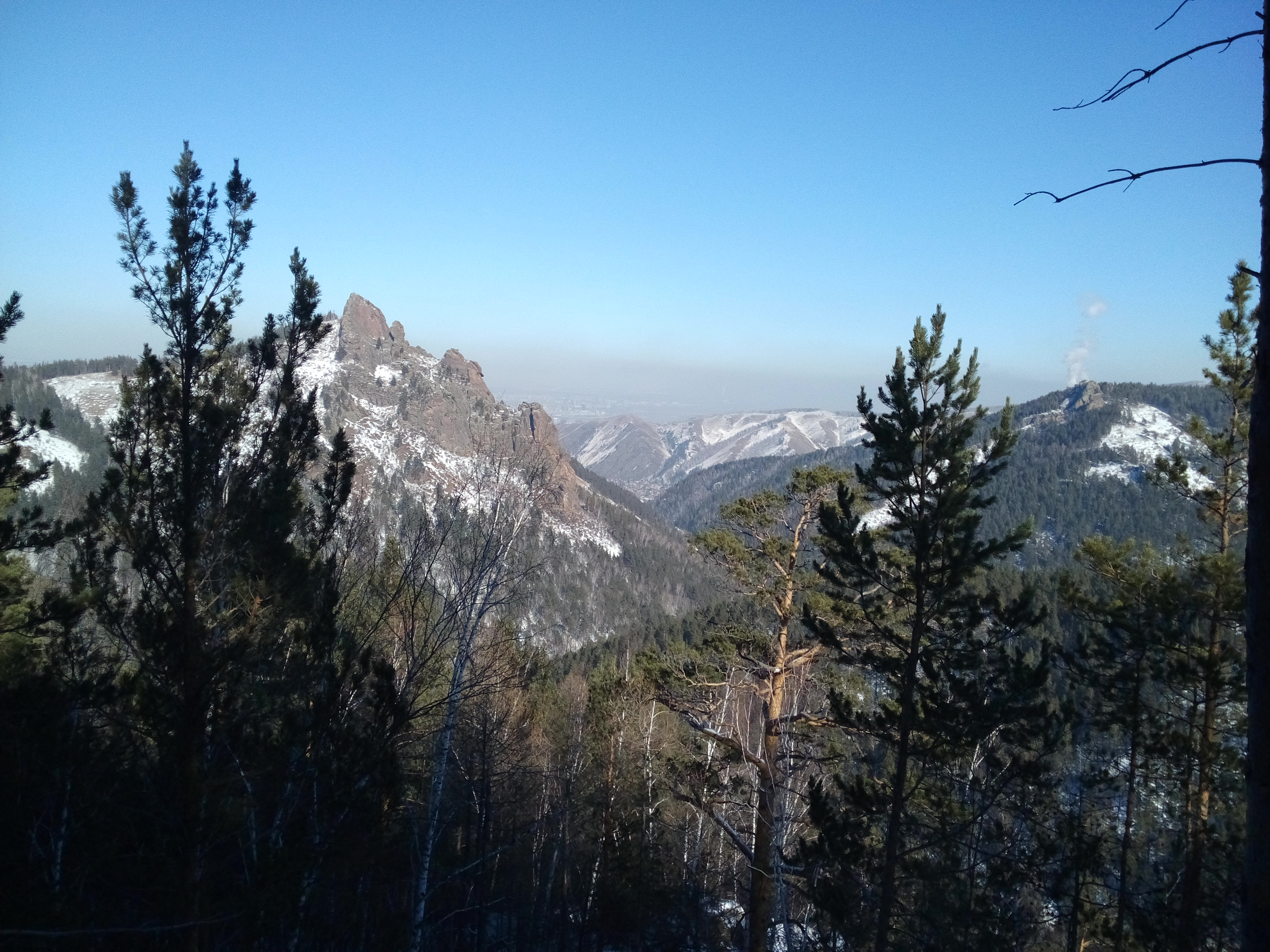
Takmakský skalní masív
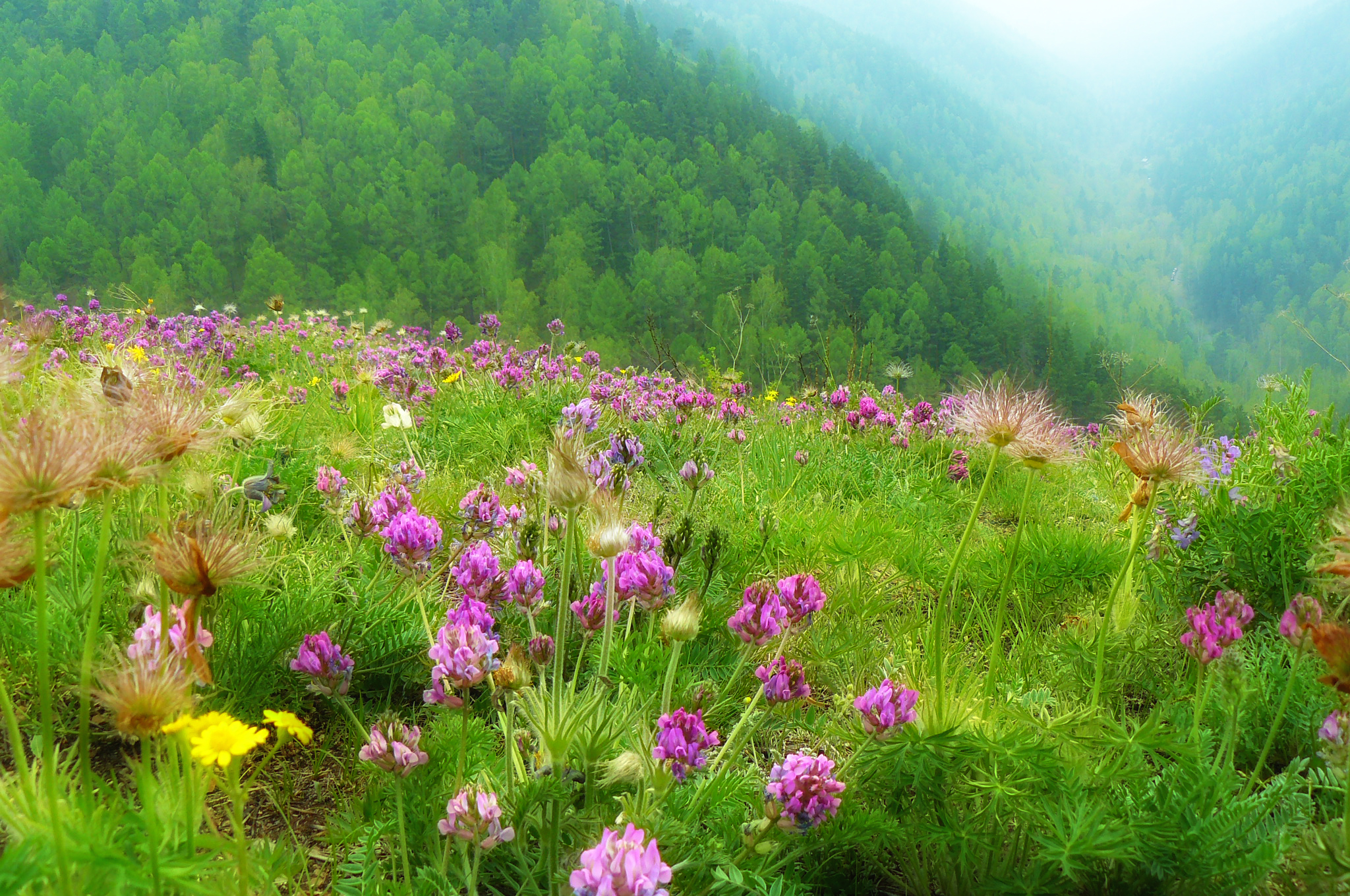
Rozkvetlá louka v přírodní rezervaci
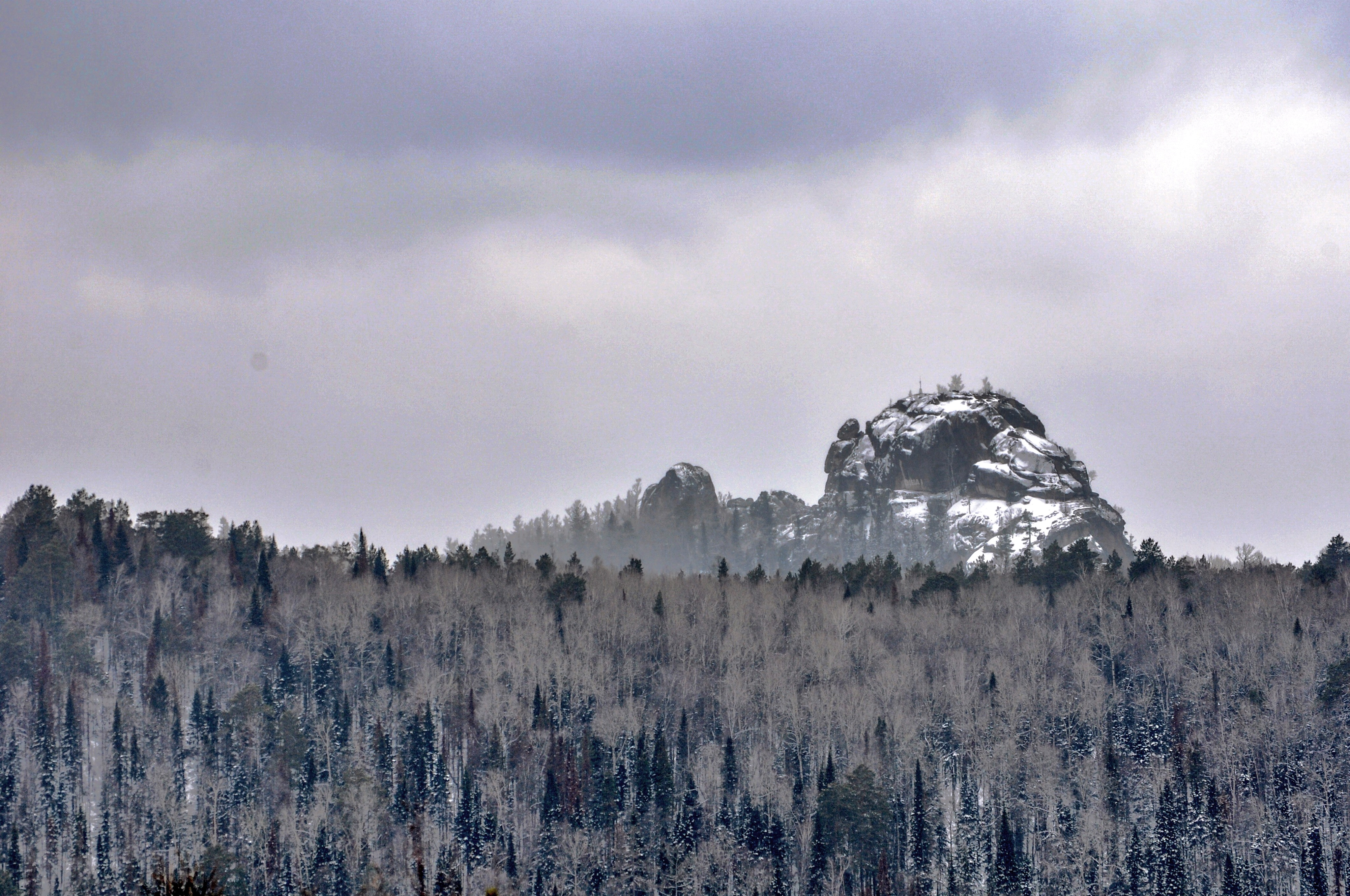
Druhý sloup – pohled z Mnicha (Монах)
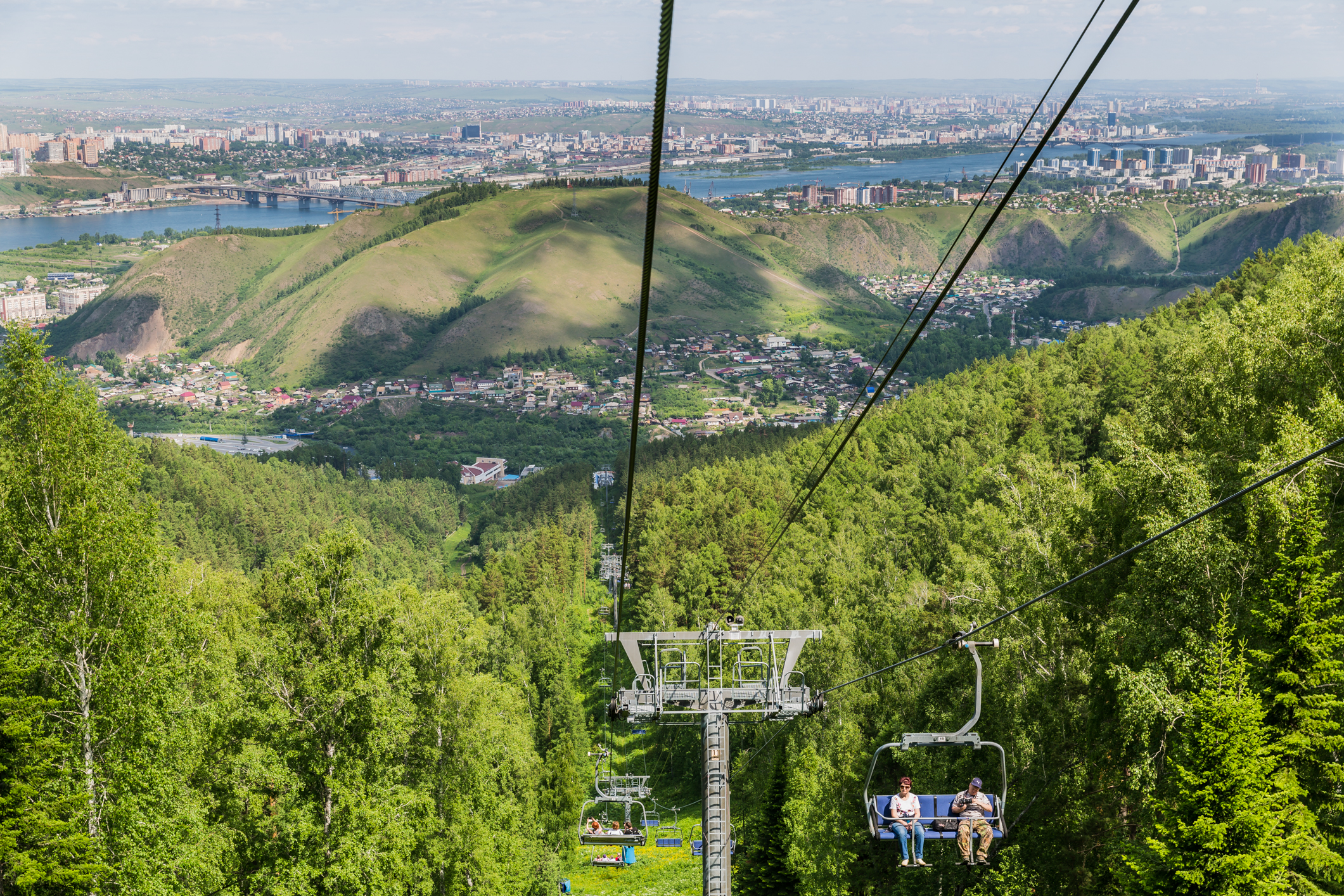
Lanovka z Krasnojarska na Stolby (červen 2016)
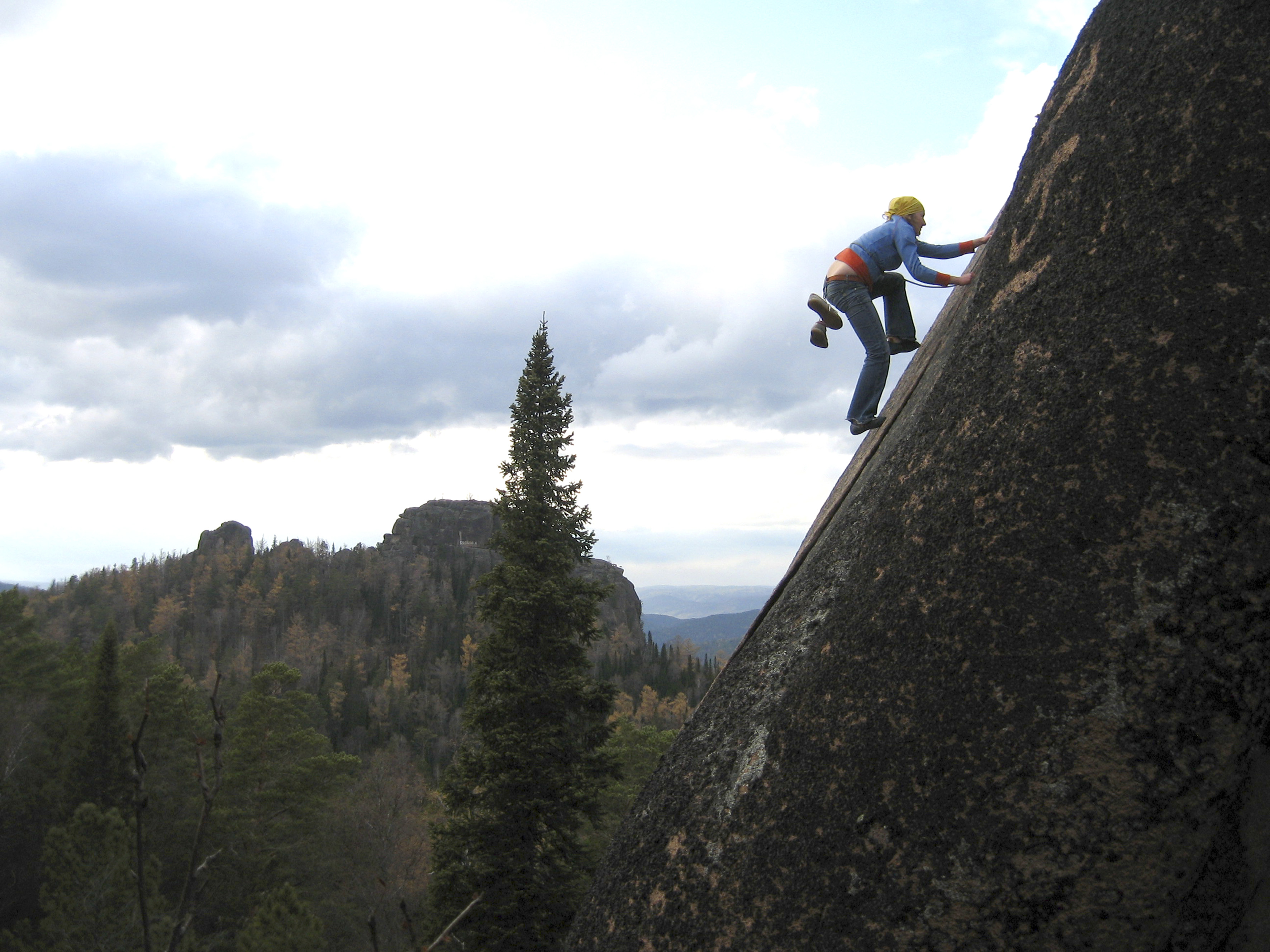
Lezec při výstupu na Čtvrtý sloup